# Polinomios de Brenke-Chihara
En matemáticas, los polinomios de Brenke son casos especiales de los polinomios de Appell generalizados. A su vez, los polinomios de Brenke-Chihara son polinomios de Brenke que también son polinomios ortogonales.William Charles Brenke (1945) introdujo las series de polinomios de Brenke Pn, que son casos especiales de los polinomios de Appell generalizados con función de generación de la forma
{\displaystyle A(w)B(xw)=\sum _{n=0}^{\infty }P_{n}(x)w^{n}.}
Brenke observó que los polinomios de Hermite y los polinomios de Laguerre son ejemplos de polinomios de Brenke, y se preguntó si existen otras series de polinomios ortogonales de esta forma.Geronimus (1947) encontró algunos ejemplos más de polinomios de Brenke ortogonales.T. S. Chihara (1968;1971) clasificó por completo todos los polinomios de Brenke que forman series ortogonales, que ahora se llaman polinomios de Brenke-Chihara, y encontraron sus relaciones de ortogonalidad.